# Timmaspe
Timmaspe là một đô thị thuộc quận Rendsburg-Eckernförde, bang Schleswig-Holstein.
The location of Timmaspe is south of the municipality of Schülp bei Nortorf, but north of Làbek, and east of Gnutz.